# IRAS—荒貴—阿爾科克彗星

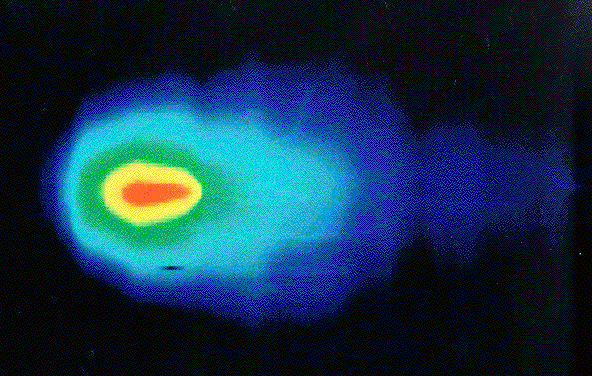
紅外線天文衛星於1983年拍攝的IRAS—荒貴—阿爾科克彗星假色影像。

IRAS—荒貴—阿爾科克彗星（Comet IRAS–Araki–Alcock），舊稱 C/1983 H1 和 1983 VII，是一顆長週期彗星，於协调世界时1983年5月11日12:02最接近地球時距離0.0312天文單位，在當時是200年間最接近地球的彗星。這之前只有1770年的D/1770 L1（0.0151天文單位）和1366年的坦普爾·塔特爾彗星（0.0229天文單位）更接近地球。在這之後有另一小彗星 P/1999 J6（SOHO）於1999年6月12日以更近距離0.01天文單位更接近地球。

## 發現史

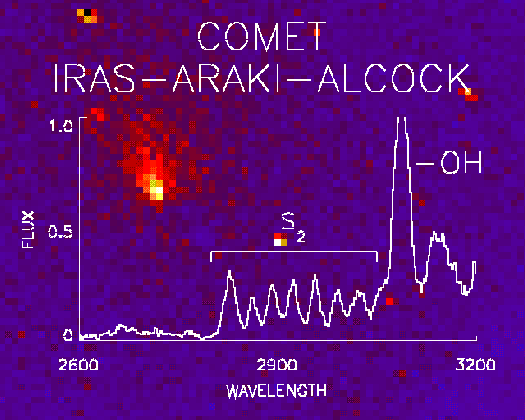
IRAS—荒貴—阿爾科克彗星是在1983年發現的第七顆彗星。本圖合併了國際紫外線探測衛星所搭載的微小誤差感應器顯示的朦朧彗尾和長波冗餘光譜，可顯示硫和羟基的分子發射線。

該彗星是以它的發現者：紅外線天文衛星（Infrared Astronomical Satellite，IRAS）和兩位業餘天文學家，在英國備受尊敬的喬治·阿爾科克和日本的荒貴源一（兩人的職業都是教師，不過發現時阿爾科克已退休）命名。IRAS於1983年4月25日在紅外線影像中拍攝到它。荒貴源一於同年5月3日在攝影的影像中發現該彗星。阿爾科克在自家的窗戶以簡單的雙筒望遠鏡發現了這顆彗星。

## 性質
該彗星最靠近地球期間的外觀就像是一團圓形的雲，尺寸相當於滿月，並且沒有明顯的彗尾，而且視星等是肉眼可見的3到4等。它每日在天球運動的幅度高達讓人難以置信的30度。於1983年5月21日通過近日點。
IRAS—荒貴—阿爾科克彗星是一顆週期長達964年的長週期彗星，它的軌道傾角73.3度，近日點0.991天文單位，軌道離心率0.9899。它並且是小天琴座η流星雨的母彗星。該流星雨發生在5月中，輻射點位於天琴座和天鵝座之間，每小時1到2顆流星，極大期在5月9到11日之間。